# Trogloarctus trionyches
Genre
Espèce
Trogloarctus trionyches, unique représentant du genre Trogloarctus, est une espèce de tardigrades de la famille des Coronarctidae. 

## Distribution
Cette espèce est endémique de la mer Méditerranée.
Elle a été découverte dans la grotte des Trois Pépés à La Ciotat dans le département des Bouches-du-Rhône en France.

## Description
La femelle holotype mesure 102 µm.

## Publication originale
- Villora-Moreno, 1996 : A new genus and species of the deep-sea family Coronarctidae (Tardigrada) from a submarine cave with a deep-sea like condition. Sarsia, vol. 81, no 4, p. 275-283 (texte intégral).